# Мемориальный комплекс «Курган Дружбы»
«Курга́н Дру́жбы» (бел. Курган Дружбы, латыш. Draudzības kurgāns) — мемориальный комплекс, воздвигнутый в память о сотрудничестве в годы Великой Отечественной войны партизанских отрядов русского, белорусского и латышского народов в борьбе с немецко-фашистскими захватчиками. Комплекс находится на стыке границ России, Белоруссии и Латвии, открыт 3 июля 1959 года.

## История
С началом Великой Отечественной войны в этой местности начали создаваться партизанские базы, через границы прокладывались партизанские тропы, а партизанские отряды разных республик СССР стали объединяться в борьбе с захватчиками — было положено начало формированию Россонско-Освейского партизанского края, а в 1942 году партизанский край уже занимал 10 тыс. км² при населении около 100 тысяч человек.
Мемориальный комплекс «Курган Дружбы» сооружён в память о сотрудничестве народов во время Великой Отечественной войны и был торжественно открыт 3 июля 1959 года в день 15-летия соединения партизан братского балто-славянского края.
28 октября 2022 года по решению латвийских властей часть мемориального комплекса повреждена — демонтированы мемориальные плиты, расположенные у подножия насыпного холма с «Дубом Дружбы» на стороне Латвии, демонтирован пешеходный мостик.

## География
Мемориальный комплекс из нескольких архитектурных сооружений расположен на территориях трёх соседних краёв: русской Псковщины, белорусского Поозёрья и латышской Латгалии. Сопредельные административно-территориальные единицы: Пасиенская волость Зилупского края Латвии, Верхнедвинский район Витебской области Белоруссии и Себежский район Псковской области России.
Сама граница между странами проходит здесь по рекам: российско-латвийская и белорусско-латвийская — по реке Синяя (приток Великой), а российско-белорусская — по реке Неверица (приток реки Синяя). Тройной стык находится в устье Неверицы.
Ближайший к комплексу город России — Себеж, который находится примерно в 25 км к северо-востоку от Кургана Дружбы.
В 20 км к югу от комплекса находится белорусский городской посёлок Освея. Белорусская часть мемориала расположена на территории Освейского заказника республиканского значения. Примерно в 800 метрах к западу от стыка границ находится самая северная точка Белоруссии, где река Синяя круто поворачивает своё течение.

## Композиция
Центр мемориального комплекса «Курган Дружбы» — насыпной холм (курган). На кургане растёт величественный «Дуб Дружбы». Символично, что земля для кургана была взята с могил партизан и воинов Великой Отечественной войны.
К вершине кургана ведут каменные ступени, являющиеся продолжением трёх аллей: кленовой со стороны России, липовой со стороны Латвии и берёзовой со стороны Белоруссии. У каждой из трёх каменных лестниц есть основания для флагштоков.
На трёх гранитных плитах надписи на трёх языках: «Курган Дружбы воздвигнут на стыке границ трёх братских республик в честь боевой дружбы, скреплённой кровью в годы Великой Отечественной войны русских, белорусских и латышских партизан».
На русской стороне возведён мраморный памятник партизанке 4-й Калининской бригады Марии Пынто. На мемориальной доске текст: «Здесь в братском партизанском крае мужественно боролась с врагом славная дочь советского народа — секретарь Себежского подпольного райкома ВЛКСМ Мария Пынто. Отважная партизанка-патриотка зверски замучена фашистскими палачами 15 мая 1944 года. Вечная слава герою!».
На белорусской земле установлена Звезда — памятник подпольной молодёжной организации деревни Прошки. Организован мемориальный дом-музей «Дружба» и воссозданная партизанская землянка, открытые 5 июля 1964 года, рассказывающие о боевых партизанских делах трёх народов.
На латвийской стороне в конце липовой аллеи за мостиком через небольшую речку расположен памятник Герою Советского Союза Иманту Судмалису в виде куска необработанного гранита на постаменте. На камне закреплена мемориальная доска с портретом Героя и текстом: «Здесь 10 мая 1942 года начал свою партизанскую деятельность славный сын латышского народа Герой Советского Союза Имант Судмалис».

## Мероприятия
Ежегодно, в первое воскресенье июля, сюда съезжаются русские, белорусы и латыши, вспоминают былое, отдают дань памяти павшим. Частью ритуала стал Костёр дружбы, который зажигают представители трёх стран.
8 июля 2019 года состоялась юбилейная 60-я встреча представителей трёх стран.